# 金穹导弹防御系统
金穹（直译：「金色穹顶」）是美国一项计划中的多层导弹防御系统，意在防御美国本土遭受弹道导弹、高超音速导弹以及巡航导弹的袭击，其架构被认为与20世纪80年代的“智能卵石”概念类似。

## 历史
2025年1月27日，唐纳德·特朗普签署了一项行政命令，指示美国武装部队建设一套导弹防御系统。该系统被拿来与以色列的“铁穹”防空系统以及罗纳德·里根于1983年提出的“战略防御倡议”相提并论。“金穹”项目在传统基金会的“2025計劃”中受到广泛倡导，该项目认为SpaceX开发的“星链” 系统证明了在太空部署成千上万个互联卫星和拦截器构成的“上层防御层”已成为可能。唐纳德·特朗普也在2024年总统选举期间的多次竞选演讲中反复提及这一导弹防御概念，不过公众对此反应不一。
2025年5月，42名国会议员正式要求国防部监察长审查埃隆·马斯克在“金穹”项目中的参与，他们还表达了对该项目偏离常规军购程序的担忧，特别是“穹顶订阅模式”可能使马斯克对国家安全事务拥有过度影响力。另一个关键的利益冲突涉及四星上将特伦斯·奥肖内西，这位前美国本土导弹防御负责人现已在SpaceX直接向马斯克汇报工作。“金穹”背后的太空发展局创始人格里芬也受到外界审视，此人早在2001年便与年轻的马斯克一同前往俄罗斯考察洲际弹道导弹，此后便将价值20亿美元的NASA合同引导至马斯克新创立的太空公司。随后，SpaceX通过格里芬领导的太空发展局获得了导弹追踪卫星合同，作为“星盾”计划的一部分。格里芬还参与领导SpaceX旗下的一家衍生企业Castelion，该公司正在大规模生产高超音速武器。

## 宣布
2025年5月20日，美国总统唐纳德·特朗普宣布计划建设一套新的太空导弹防御系统，名为“金穹”。该系统旨在保护美国免受远程导弹和高超音速导弹的威胁，其灵感部分来源于以色列的“铁穹”防空系统，但在规模和功能上更为宏大。
特朗普表示该项目将在三年内建成，预计总成本约为1750亿美元，共和党推动的一项“和解法案”中已包含首期250亿美元的预付款。美国太空军的迈克尔·A·盖特莱恩将军被任命为该计划的负责人。国会预算办公室估计该项目在20年内的总花费将在1610亿至5420亿美元之间，而参与该项目的共和党参议员则预测其最终成本可能高达“数万亿美元”。
包括SpaceX、帕蘭泰爾、安杜里尔和洛克希德·马丁在内的国防承包商据称正在积极争取参与该项目，但多位专家对该系统的时间表、可行性及成本提出质疑。目前该项目尚未公布具体的技术细节与部署计划。
洛克希德·马丁公司表示其目标是在2026年底前交付该系统，并计划利用太空拦截器与高超音速拦截器作为关键技术手段。

### 加拿大的参与
2025年2月6日，加拿大国防部长比尔·布莱尔表示愿意参与“金穹”项目。在2025年5月的正式宣布中，特朗普表示“加拿大打电话给我们，他们希望加入。” 加拿大方面的代表则表示，他们正在就可能参与该项目进行谈判，并将其作为更大范围贸易与安全谈判的一部分。

## 评估
位于伦敦的智库查塔姆研究所高级研究员玛丽昂·梅斯默表示，“金穹”面临的挑战远大于以色列的“铁穹”，因为美国需要防护的国土面积更广，所需应对的导弹类型也更多样。《经济学人》防务编辑沙尚克·乔希指出，尽管美军会非常严肃地对待该计划，但认为该系统能在特朗普任期内建成是不现实的，其所需成本将占据国防预算的很大一部分。战略与国际研究中心导弹防御专家帕特里夏·巴齐尔奇克则表示，“金穹”标志着美国导弹防御政策的一次重新定位——从传统针对洲际弹道导弹的系统转向应对俄罗斯和中国正在研发的下一代技术，如高超音速武器和部分轨道轰炸系统，并强调该提案旨在对这些新兴威胁建立威慑力。

## 国际反应
- 中华人民共和国：2025年5月21日，外交部发言人毛宁表示，所谓“金穹”计划，旨在构建不受任何约束的全球性、多层次、多领域导弹防御系统。该计划公然提出大幅增加外空作战手段，包括研发、部署轨道拦截系统，具有浓厚的进攻性色彩，违反《外太空条约》倡导的和平利用原则，将加剧外空战场化和军备竞赛风险，动摇国际安全与军控体系。[27][28][29]
- 俄羅斯：俄罗斯外交部发言人玛丽亚·扎哈罗娃表示，俄罗斯和中国对美国正在开发的“金穹”导弹防御系统的看法完全相同。[30]2025年5月8日，中国和俄罗斯发表联合声明，批评该提案忽视了“战略进攻性武器与战略防御性武器之间不可分割的相互关系”，并反对其“主动抑制发射”能力以及“部署轨道拦截”的做法。[31]不过到了2025年5月21日，俄罗斯总统新闻秘书德米特里·佩斯科夫则改口称该计划是美国的“主权事务”，但强调已废止的美俄核武条约所确立的法律框架“必须重建，这不仅符合两国利益，也符合全球安全的利益”。[32]
- ：2025年5月27日，朝鲜外務省批评该提案是“外太空核战争设想”的体现，谴责这是“赤裸裸的太空军事化举动”，并主张地区稳定依赖于“无可匹敌力量的对等”。[33]

## 延伸阅读
- Hsu, Jeremy. . New Scientist. 2025-05-23  [2025-05-27].
- Hennigan, W.J. . The New York Times. 2025-05-20  [2025-05-27].
- . IndraStra Global. 2025-05-05  [2025-05-27]. ISSN 2381-3652.
- Mitchell, Ellen. . The Hill (newspaper). 2025-05-04  [2025-05-06].
- Maidenberg, Micah; Fitzgerald, Drew. . The Wall Street Journal. 2025-05-04  [2025-05-06].